# Katzensee
Katzensee är en sjö i Schweiz. Den ligger i den centrala delen av landet, 90 km nordost om huvudstaden Bern. Katzensee ligger 439 meter över havet. Arean är 0,16 kvadratkilometer. Sjön sträcker sig 0,5 kilometer i nord-sydlig riktning, och 0,6 kilometer i öst-västlig riktning.
Sjön består av två delar Oberer Katzensee och Unterer Katzensee.
Kring Katzensee förekommer i huvudsak jordbruksområden. Runt Katzensee är det mycket tätbefolkat, med 2 261 invånare per kvadratkilometer.